# Lăng Thành, Đức Châu
Lăng Thành (tiếng Trung:陵城区, Hán Việt: Lăng Thành) là một quận của địa cấp thị Đức Châu, tỉnh Sơn Đông, Cộng hòa Nhân dân Trung Hoa. Quận này có diện tích 1213 km2, dân số năm 2001 là 550.000 người. Quận Lăng Thành có các đơn vị hành chính gồm 9 trấn và 3 hương.